# Masters de Cincinnati 2015
El Western & Southern Open 2015 es un torneo de tenis que pertenece tanto a la ATP en la categoría de ATP World Tour Masters 1000 como a la WTA en la categoría Premier 5. Se disputa del 15 al 23 de agosto de 2015 en Cincinnati, Ohio (Estados Unidos), sobre canchas duras, el cual pertenece a un conjunto de torneos que forman al US Open Series 2015.

## Cabeza de serie

### Individual Masculino
El Ranking está actualizado a la de la semana del 10 de agosto.
| Semb. | Rk. | Jugador         | Puntos Antes | Puntos a Defender | Puntos Ganados | Puntos Después | Actuación en el Torneo                                   |
| ----- | --- | --------------- | ------------ | ----------------- | -------------- | -------------- | -------------------------------------------------------- |
| 1     | 1   | Novak Djokovic  | 14355        | 90                | 600            | 14865          | Final, perdió ante vs Roger Federer [2]                  |
| 2     | 2   | Roger Federer   | 9065         | 1000              | 1000           | 9065           | Campeón ante Novak Djokovic [1]                          |
| 3     | 3   | Andy Murray     | 8840         | 180               | 360            | 9020           | Semifinales, perdió ante vs Roger Federer [2]            |
| 5     | 5   | Stan Wawrinka   | 5755         | 180               | 180            | 5755           | Cuartos de final, perdió ante vs Novak Djokovic [1]      |
| 6     | 6   | Tomáš Berdych   | 5150         | 10                | 180            | 5320           | Cuartos de final, perdió ante vs Alexandr Dolgopolov [Q] |
| 7     | 8   | Marin Čilić     | 3595         | 90                | 90             | 3595           | Tercera ronda, perdió ante vs Richard Gasquet [12]       |
| 8     | 9   | Rafael Nadal    | 3680         | 0                 | 90             | 3770           | Tercera ronda, perdió ante Feliciano López               |
| 9     | 10  | Milos Raonic    | 3285         | 360               | 10             | 2935           | Primera ronda, perdió ante Feliciano López               |
| 10    | 11  | Gilles Simon    | 2810         | 45                | 10             | 2775           | Primera ronda, perdió ante Ivo Karlović                  |
| 11    | 12  | John Isner      | 2360         | 90                | 10             | 2280           | Primera ronda, perdió ante Sam Querrey                   |
| 12    | 13  | Richard Gasquet | 2105         | 0                 | 180            | 2285           | Cuartos de final, perdió ante Andy Murray[3]             |
| 13    | 14  | David Goffin    | 2090         | 0                 | 90             | 2180           | Tercera ronda, perdió ante Novak Djokovic [1]            |
| 14    | 15  | Gaël Monfils    | 2020         | 90                | 10             | 1940           | Primera ronda, perdió vs Jerzy Janowicz                  |
| 15    | 16  | Kevin Anderson  | 1965         | 10                | 90             | 2045           | Tercera ronda, perdió ante Roger Federer [2]             |
| 16    | 17  | Grigor Dimitrov | 1700         | 10                | 90             | 1780           | Tercera ronda, perdió ante Andy Murray [3]               |

#### Bajas Masculinas
| Ranking | Jugador       | Puntos Antes | Puntos a Defender | Puntos Ganados | Puntos Después | Baja debido a     |
| ------- | ------------- | ------------ | ----------------- | -------------- | -------------- | ----------------- |
| 4       | Kei Nishikori | 6385         | 0                 | 0              | 6385           |                   |
| 7       | David Ferrer  | 3695         | 600               | 0              | 3095           | Lesión en un codo |

### Dobles masculino
| Tenista                             | Ranking | Preclasificada |
| Bob Bryan Mike Bryan                | 1       | 1              |
| Ivan Dodig Marcelo Melo             | 7       | 2              |
| Jean-Julien Rojer Horia Tecau       | 11      | 3              |
| Rohan Bopanna Florin Mergea         | 18      | 4              |
| Marcin Matkowski Nenad Zimonjić     | 23      | 5              |
| Jamie Murray John Peers             | 31      | 6              |
| Alexander Peya Bruno Soares         | 40      | 7              |
| Pierre-Hugues Herbert Nicolas Mahut | 42      | 8              |

## Cabeza de serie

### Individual Femenino
Los cabeza de series están establecidos al Ranking del 28 de julio. El Ranking está actualizado a la de la semana del 4 de agosto.
| Semb. | Rk. | Jugador              | Puntos Antes | Puntos a Defender | Puntos Ganados | Puntos Después | Actuación en el Torneo                             |
| ----- | --- | -------------------- | ------------ | ----------------- | -------------- | -------------- | -------------------------------------------------- |
| 1     | 1   | Serena Williams      | 11821        | 900               | 900            | 11821          | Final venció a Simona Halep [3]                    |
| 3     | 3   | Simona Halep         | 5546         | 190               | 585            | 5941           | Final, perdió ante Serena Williams [1]             |
| 4     | 4   | Petra Kvitová        | 4995         | 1                 | 1              | 4995           | Segunda ronda, perdió ante Caroline Garcia         |
| 5     | 5   | Caroline Wozniacki   | 4735         | 350               | 1              | 4386           | Segunda ronda, perdió ante Victoria Azarenka       |
| 6     | 6   | Ana Ivanovic         | 3311         | 585               | 105            | 2916           | Cuartos de final, perdió ante Serena Williams [1]  |
| 7     | 7   | Lucie Šafářová       | 3361         | 105               | 190            | 3446           | Cuartos de final, perdió ante Elina Svitolina [14] |
| 8     | 8   | Karolína Plíšková    | 3335         | (1)               | 105            | 3439           | Tercera ronda, perdió ante Jelena Janković         |
| 9     | 9   | Garbiñe Muguruza     | 3315         | 1                 | 1              | 3315           | Primera ronda, perdió ante Yaroslava Shvédova [Q]  |
| 10    | 10  | Carla Suárez Navarro | 3190         | 105               | 1              | 3086           | Primera ronda, perdió ante Sloane Stephens         |
| 11    | 11  | Angelique Kerber     | 3150         | 105               | 1              | 3046           | Primera ronda, perdió ante Belinda Bencic          |
| 12    | 13  | Timea Bacsinszky     | 2920         | (1)               | 1              | 2920           | Primera ronda, perdió ante Madison Keys            |
| 13    | 14  | Agnieszka Radwańska  | 2760         | 190               | 1              | 2571           | Primera ronda, perdió ante Anna Schmiedlová [Q]    |
| 14    | 15  | Elina Svitolina      | 2240         | 190               | 350            | 2400           | Semifinales, perdió ante Serena Williams [1]       |
| 15    | 16  | Andrea Petković      | 2400         | 1                 | 105            | 2504           | Tercera ronda, perdió ante Simona Halep [3]        |
| 16    | 17  | Sara Errani          | 2610         | 60                | 1              | 2551           | Primera ronda, perdió ante Daria Gavrilova         |

#### Bajas Femeninas
| Ranking | Jugador             | Puntos Antes | Puntos que defender | Puntos ganados | Puntos después | Baja debido a |
| ------- | ------------------- | ------------ | ------------------- | -------------- | -------------- | ------------- |
| 2       | María Sharápova     | 6036         | 350                 | 0              | 5686           |               |
| 12      | Yekaterina Makárova | 2920         | 60                  | 0              | 2860           |               |
| 29      | Svetlana Kuznetsova | 1572         | 105                 | 0              | 1467           |               |

### Dobles femenino
| Tenista                                | Ranking | Preclasificada |
| Martina Hingis Sania Mirza             | 3       | 1              |
| Tímea Babos Kristina Mladenovic        | 19      | 2              |
| Caroline Garcia Katarina Srebotnik     | 31      | 3              |
| Casey Dellacqua Yaroslava Shvedova     | 31      | 4              |
| Raquel Kops-Jones Anastasia Rodionova  | 32      | 5              |
| Anastasía Pavliuchékova Lucie Šafářová | 34      | 6              |
| Andrea Hlaváčková Lucie Hradecká       | 36      | 7              |
| Garbiñe Muguruza Carla Suárez Navarro  | 38      | 8              |

## Campeones

### Individual masculino
Roger Federer venció a  Novak Djokovic por 7-6(1), 6-3

### Individual femenino
Serena Williams venció a  Simona Halep por 6-3, 7-6(5)

### Dobles masculino
Daniel Nestor /  Édouard Roger-Vasselin vencieron a  Marcin Matkowski /  Nenad Zimonjić por 6-2, 6-2

### Dobles femenino
Hao-Ching Chan /  Yung-Jan Chan vencieron a  Casey Dellacqua /  Yaroslava Shvédova por 7-5, 6-4